# Africada uvular sonora
A africada uvular sonora é um tipo raro de som consonantal, usado em algumas línguas faladas. Os símbolos do Alfabeto Fonético Internacional que representam esse som são ⟨ɢ͡ʁ⟩ e ⟨ɢ͜ʁ⟩. A barra de ligação pode ser omitida, cedendo ⟨ɢʁ⟩.

## Características
- Sua maneira de articulação é africada, o que significa que é produzida primeiro interrompendo totalmente o fluxo de ar, depois permitindo o fluxo de ar através de um canal restrito no local de articulação, causando turbulência.
- Seu ponto de articulação é uvular, o que significa que está articulado com a parte posterior da língua (dorso) na úvula.
- Sua fonação é sonora, o que significa que as cordas vocais vibram durante a articulação.
- É uma consoante oral, o que significa que o ar só pode escapar pela boca.
- É uma consoante central, o que significa que é produzida direcionando o fluxo de ar ao longo do centro da língua, em vez de para os lados.
- O mecanismo da corrente de ar é pulmonar, o que significa que é articulado empurrando o ar apenas com os pulmões e o diafragma, como na maioria dos sons.

## Ocorrência
| Língua | Palavra | AFI      | Significado  | Notas                                                 |
| ------ | ------- | -------- | ------------ | ----------------------------------------------------- |
| Ekagi  | gaati   | [ɢ͡ʁaːti] | Dez (Número) | Alofone lateral velar [ɡ͡ʟ] antes de vogais anteriores |